# Jan Boberek
Jan Boberek (ur. 11 listopada 1992) – polski aktor głosowy.

## Życiorys
Jan urodził się 11 listopada 1992 roku. Jego ojcem jest Jarosław Boberek, a matką Ilona Kucińska. Jan ma brata Franciszka.

## Filmografia

### Polski dubbing

#### Filmy
- 2007: High School Musical 2
- 2007: Harry Potter i Zakon Feniksa − Dean Thomas
- 2009: Harry Potter i Książę Półkrwi − Dean Thomas
- 2011: Harry Potter i Insygnia Śmierci: Część II − Dean Thomas

#### Seriale
- 2007: Przygody Sary Jane − Clyde Langer

#### Gry komputerowe
- 2009: Harry Potter i Książę Półkrwi − Gryfon#3, Puchan#2